# Омар Кук
Омар Кук (енгл. Omar Cook; Бруклин, 28. јануар 1982) је бивши амерички кошаркаш. Играо је на позицији плејмејкера. Као натурализовани кошаркаш је наступао за репрезентацију Црне Горе.

## Биографија
Кук је у раној фази каријере играо на колеџу Сент Џонс, где је у сезони 2000/01. бележио 15,3 поена по утакмици. Изабран је као 31. пик на НБА драфту 2001. године од стране Орланда, али није заиграо за “Магичне“ са Флориде, већ у дресу Фејетвил петриотса у развојној лиги. За Фејетвил је играо у два наврата, од 2001. до 2004. године и током сезоне 2004/05. Пружио је добре партије. У првој сезони је имао просек од 12,2 поена по мечу. У НБА лиги је имао малу минутажу на 17 мечева у екипи Портланда 2004. године, а 2005. је нешто више играо у дресу Торонто репторса. Бележио је 4,6 поена у само пет мечева за тим из Канаде.
Каријеру је 2005. наставио у Европи. За белгијски Монс-Ено бележио је 14 поена по мечу у сезони 2005/06. Запажене партије пружио је и следеће сезоне у дресу Самаре (13,5 поена), а кратко је током 2007. играо и за Стразбур ИГ.
У лето 2007. долази у Црвену звезду. Кук је за Звезду одиграо 61 утакмицу, постигао 950 поена (просек 15,6 по мечу), забележио 399 асистенција (6,5 по утакмици), 159 тројки и 176 украдених лопти (2,89 по мечу). Био је лидер тима те сезоне по броју успешних додавања, убачених далекометних шутева и украдених лопти. Постигао је 429 поена на 26 мечева лигашког дела Јадранске лиге и био други на листи најбољих играча регионалног такмичења, одмах иза Тадије Драгићевића. У доигравању регионалне лиге забележио је 50 поена у три утакмице и са просеком 16,7 био први стрелац тима. Био је најбољи стрелац екипе и у лигашком делу домаћег шампионата са 207 поена на 14 утакмица, колико је постигао и Елмедин Кикановић. Кук је био први стрелац Звезде и у доигравању са 28 поена у два меча, а одличан учинак остварио је и у УЛЕБ купу где је на 14 утакмица постигао 213 поена (15,2 по мечу). Какве је партије пружио у тој сезони најбоље говоре и подаци да је био најбољи асистент УЛЕБ купа (просек 6,1 по утакмици), Јадранске лиге (6,7) и Првенства Србије (6,9), затим најбољи крадљивац лопти у регионалној лиги (3,08 по мечу) и у шампионату Србије (просек 3,00) и други у украденим лоптама у УЛЕБ купу (2,43 по утакмици). Ипак, није се домогао ниједног трофеја стижући са Црвеном звездом до четвртфинала Јадранске лиге, полуфинала Суперлиге и осминефинала УЛЕБ Купа.
У јуну 2008. прелази у Малагу. Ту је наставио сјајно да асистира, али му је поентерски учинак значајно смањен. У сезони 2009/10. био је први асистент АЦБ лиге са просеком од шест асистенција. Каније је и наступао за Валенсију (2010/11), Олимпију из Милана (2011/12), Каху Лаборал (2012/13), Лијетувос ритас (2013/14). У септембру 2014. је потписао за Будућност из Подгорице. Са њима проводи наредне две сезоне у којима је по два пута освојио првенство и куп Црне Горе. Од 2016. до 2019. је био играч Естудијантеса. Сезону 2019/20. је провео у Гран Канарији, а затим је по годину дана био играч и Сан Пабло Бургоса и Сарагосе.
Године 2008, је прихватио понуду Кошаркашког савеза Црне Горе да игра за репрезентацију Црне Горе. Са њима је успео да се пласира у А дивизију европске кошарке, без иједног пораза, а затим и да се квалификује за Европско првенство 2011. године.

## Успеси

### Клупски
- Монс-Ено:
  - Куп Белгије (1): 2005/06.
- ЦСК ВВС Самара:
  - ФИБА Еврокуп челенџ (1): 2006/07.
- Будућност:
  - Првенство Црне Горе (2): 2014/15, 2015/16.
  - Куп Црне Горе (2): 2014/15, 2015/16.
- Сан Пабло Бургос:
  - ФИБА Лига шампиона (2): 2019/20, 2020/21.
  - Интерконтинентални куп (1): 2021.

### Појединачни
- Најбољи асистент Евролиге (1): 2009/10.
- Најбољи асистент Првенства Шпаније (1): 2009/10.